# Trilogy of Terror
Trilogy of Terror (Norteamérica), Los Enigmas de Karen (España) o Trilogía del Terror (Argentina) es una película de terror norteamericana de 1975, dirigida por Dan Curtis y protagonizada por la actriz Karen Black.

## Argumento
Trilogy of Terror comenzó como un piloto fallido de una película de antología. Se trata de tres historias completamente diferentes pero unidas por el mismo misterio y horror.

### "Julie"
Chad ( Robert Burton ) y Eddie (James Storm) son dos estudiantes universitarios que admiran a su profesora de literatura, Julie Eldrich (Karen Black). Durante una clase, Chad es atraído por las piernas de su profesora, que habían quedado al descubierto al sentarse esta en su escritorio mientras daba clase, y comienza a fantasear sobre ella. Tras revelarle sus fantasías a su amigo Eddie, este la describe como "fea" y lo desalienta para que no se relacione sentimentalmente con los maestros. Más tarde esa noche, cuando Julie se desnuda en su habitación, Chad la espía a través de una ventana. Al día siguiente le pide una cita. Inicialmente ella se niega, pero finalmente termina aceptando.
Durante la cita en un autocine, Chad le coloca una sustancia en la bebida, lo que provoca que Julie quede inconsciente. La lleva a un motel y abusa sexualmente de ella, mientras le saca unas fotografías en distintas posiciones sexualmente provocativas. Cuando finalmente ella comienza a recuperar la conciencia, la lleva a su casa y le explica que se había quedado dormida.
Luego de revelar las fotografías en su cuarto oscuro, le muestra las imágenes a Julie. Ella se pone furiosa y amenaza con llamar a la policía. Entonces, Chad la chantajea a someterse a sus atenciones románticas, y ella acepta a regañadientes.
Tras varias semanas de juegos sexuales, Julie le anuncia que "El juego ha terminado". Casi irreconocible, la profesora le revela que en realidad ha sido ella quien lo manipuló dentro de un elaborado juego de roles diseñado por ella: "¿Por qué crees que de repente tenías el abrumador deseo de ver cómo me veía sin toda esa ropa? No te sientas mal ... siempre me aburre después de un tiempo". Chad comienza a sentirse muy mal, se da cuenta de que Julie lo ha envenenado y se desploma. Luego de matarlo, ella arrastra su cuerpo al cuarto oscuro, donde prende fuego a las fotografías ofensivas y al cadáver. Más tarde, los medios de comunicación locales dan a conocer la muerte del joven, atribuyéndola a un incendio en su casa. Julie agrega dicha noticia periodística a un álbum de recortes de artículos donde se habla de otros estudiantes que tuvieron destinos similares. De pronto llaman a la puerta, es otro estudiante, Arthur Moore (Gregory Harrison), que buscaba un tutor para que le enseñe ortografía. La última escena culmina con la mirada fría de la profesora mientras cierra lentamente su puerta.

### "Millicent y Therese"
La segunda historia relata las fuertes rivalidades entre dos hermanas. Millicent, una morena reprimida y mojigata, y Theresa, una rubia mundana, seductora y de espíritu libre. Ambos papeles son interpretados por Karen Black.
Millicent considera que su hermana Theresa, una joven de 17, años es un ser maligno, oscuro y dañino, y logra ahuyentar a todas sus parejas para que se alejen lo más posible de ella. Luego de intentar pensar varias veces cómo detener a su desenfrenada hermana, decide crear un muñeco vudú para matarla. Cuando el amigo de Millicent, el Dr. Ramsey (George Gaynes), que intentó de forma reiterada frenar este conflicto, entra en la casa, se encuentra con Theresa muerta en el suelo de su dormitorio con la muñeca junto a ella con una aguja en su pecho; Millicent está desaparecida. Finalmente el Dr. Ramsey revela, como médico de familia, que "Theresa" es en realidad "Millicent"; ella sufría de Trastornos de personalidad múltiple provocados por el hecho de que "Theresa" durmió con su padre y luego mató a su madre, mientras que Millicent "fue una personalidad alterna con una sexualidad reprimida para hacer frente al horror de sus acciones". Tras la reciente muerte del padre, el "asesinato" era, en realidad, una forma de suicidio.

### "Amelia"
La tercera y última historia relata la historia de Amelia, una joven de 28 años que vive sola en su departamento en un edificio de gran altura. Un día regresa a casa después de ir de compras con un raro paquete. Dentro del mismo hay un fetiche de cacería zuñi, hecha a mano, con la forma de un guerrero aborigen deforme equipado con dientes afilados y una lanza filosa. Un pergamino viene junto al muñeco, alegando que en su interior dicho muñeco contiene el espíritu real de un cazador llamado Zuñi, "El que mata", y que la cadena de oro que lo adorna mantiene el espíritu atrapado en su interior. Cuando Amelia hace un llamado a su madre se muestra cómo sufre hasta el hartazgo los comportamientos prepotentes de la misma. Ella se esfuerza por justificar su independencia y los intentos de cancelar sus planes para la noche debido a que tiene una cita. Y hasta le cuenta la historia del fetiche, con la esperanza de mantener una charla civilizada. Sin embargo la conversación sube la temperatura haciendo que Amelia golpea al muñeco contra la mesa. En el momento en que Amelia sale de la habitación, la cadena de oro del muñeco zuñi se cae sin que ella lo sepa.
Más tarde, mientras se está preparando la cena con un cuchillo de trinchar, entra en la sala de estar a oscuras, y se da cuenta de que el muñeco no está en la mesa de café. De pronto oye un ruido en la cocina y cuando va a investigar, el cuchillo no se encuentra. De regreso a la sala, es atacada de repente por el muñeco, que le apuñala brutalmente sus tobillos. Ella intenta huir, pero el zuñi la persigue por todo el apartamento. En el baño, Amelia envuelve el muñeco en una toalla luego de atraparlo y trata inútilmente de ahogarlo en la bañera. Más tarde intenta nuevamente atraparlo, esta vez dentro de una maleta, pero accidentalmente se libera cuando abre la caja para asegurarse de que el muñeco está muerto. Después de varios ataques más feroces, Amelia se las arregla para lanzarlo en el horno y le prende fuego oyéndolo arder. Pronto los gritos desaparecen y los golpes se detienen. Cuando abre el horno para asegurarse de que el muñeco está "muerto", una nube de humo negro se libera hacia fuera del horno atacando a la joven.
Luego se ve a Amelia realizar otra llamada a su madre. Con voz tranquila y controlada, se disculpa por su comportamiento durante la llamada anterior, e invita a su madre a cenar en su departamento. Cuando se nos da a entender que la conversación finalizó, rompe el cerrojo de la puerta de su casa y se agacha en posición salvaje. La última escena la muestra clavando en el suelo un cuchillo enorme de cocina,  mientras que al sonreír revela unos dientes horribles y afilados; iguales a los que tenía el muñeco Zuñi que ahora habita en ella.

## Elenco
- Karen Black como Julie, Millicent, Theresa y Amelia.
- Robert Burton como Chad Foster.
- John Karlen como Thomas Amman.
- George Gaynes como el Dr. Chester Ramsey.
- Jim Storm como Eddie Nells.
- Gregory Harrison como el nuevo estudiante.
- Kathryn Reynolds como Anne Richards.
- Tracy Curtis como Tracy.
- Orin Cannon como el secretario del motel.
- Walker Edmiston como la voz del muñeco Zuni.

## Curiosidades
- Las tres historias que se cuentan son actuadas por la misma actriz, Karen Black.

- Karen Black inicialmente había rechazado su participación en el film, pero su entonces marido Robert Burton, quien también actuó en esta película, la convenció de hacerlo.

- Su éxito en la pequeña pantalla hizo que tuviera una secuela, Trilogy of Terror II , también escrita y dirigida por Dan Curtis, que fue lanzada en 1996. Pero sin Karen Black. Y sin lograr que tuviera una gran recepción. Personalmente creo que esto se debió a lo flojo de sus historias. Repitiendo en la tercera, "El que mata", casi con calco la misma fórmula con el muñeco Zuni. A lo que se le suma que Lysette Anthony (reemplazo de Karen Black) a pesar de ser una buena actriz no llega a dar la misma energía que Black.

- Según Trilogía del Terror 2; la tercera historia "El que mata", comienza con un noticiero informandonos que Amelia (la protagonista de la primera entrega) asesinó a su madre y se quitó la vida

- Es considerada una película de culto, más que nada por su tercera historia. Supo decir Black, que luego del film quedó muy encasillada en las películas de terror de "Clase B".[3]

- La tercera historia ("Amelia") fue inspirada en el cuento Prey de Richard Matheson.

- Un capítulo de Los Simpson en el que Homer es perseguido por un muñeco de Krusty, "el payaso", estuvo inspirado en el mismo cuento de Matheson, Prey. Además, hay un episodio que sigue un esquema similar cuyo título, "Trilogy of Error", es una referencia a la película.